# Hildegarde Haslinger

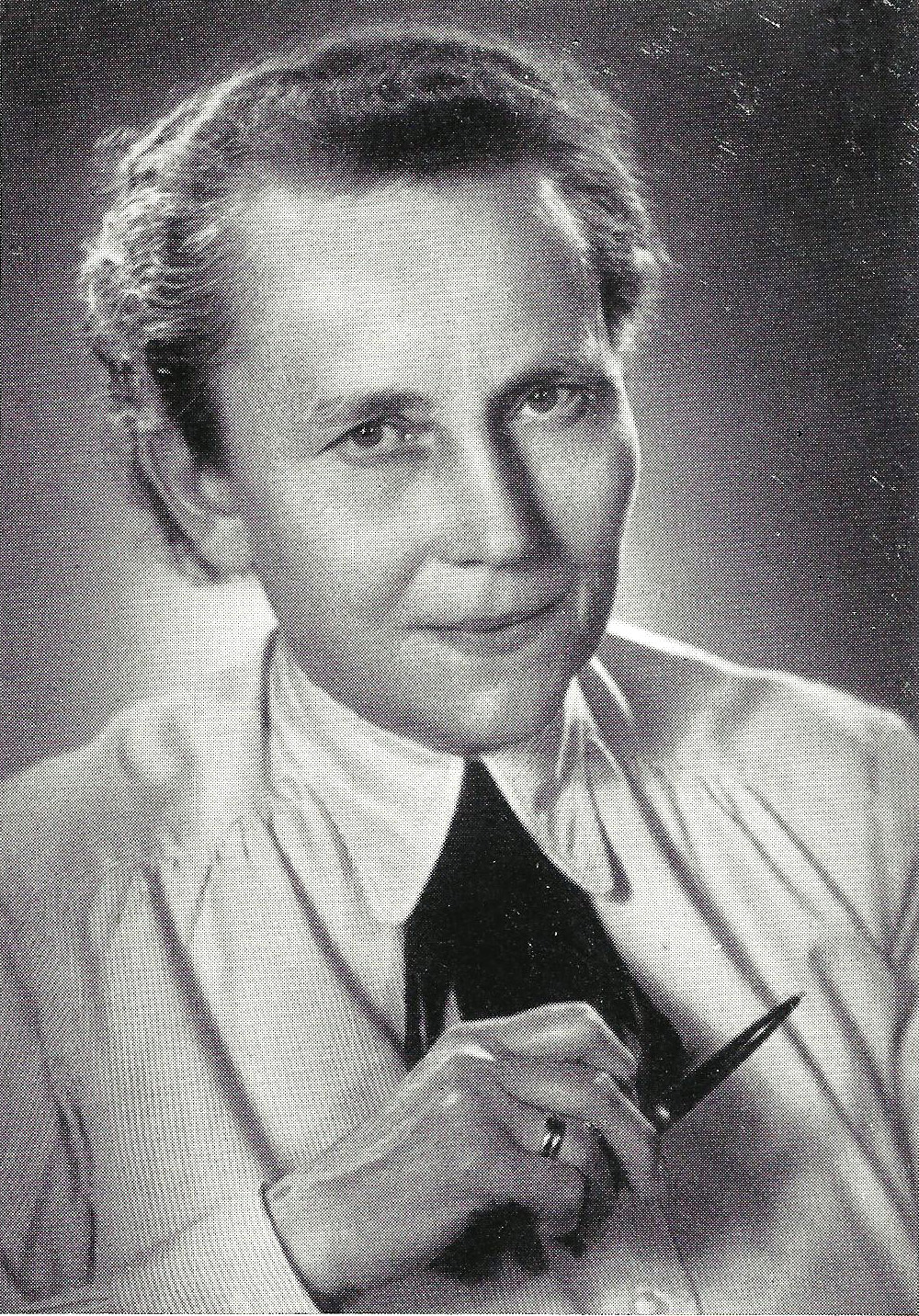
Hildegarde Haslinger

Hildegarde Haslinger geb. Feeder (* 19. März 1898 in Osterode am Harz; † 4. Dezember 1976 in Hamburg) war eine deutsche Ärztin.

## Leben
Hildegarde Feeder kam als Tochter des Regierungsassessors Dr. Kurt Feeder zur Welt. Sie besuchte die höheren Lehranstalten in Hildesheim, Münster und Königsberg i. Pr. Ab 1918 war sie in Königsberg beheimatet. Sie studierte Medizin an der Albertus-Universität Königsberg und war Volontärassistentin bei Max Matthes. 1923 wurde sie zur Dr. med. promoviert. Im selben Jahr heiratete sie Oswald Haslinger. Sie trat in den Dienst des
Deutschen Roten Kreuzes. 1930 wurde ihr die Stellung als Leiterin der Freiwilligen (weiblichen) Hilfskräfte in der Provinz Ostpreußen anvertraut. Da sie nicht in der NSDAP war, wurde ihr diese Aufgabe 1935 entzogen. Im selben Jahr starb ihr Mann. Bei Beginn des Überfalls auf Polen wurde sie Stationsärztin in der Abteilung für Innere Medizin (Arthur Böttner) vom Städtischen Krankenhaus in Königsberg. Zugleich leitete sie eine Luftschutzrettungsstelle. Im Auftrage der Ärztekammer führte sie 1943 und 1944 Vertretungen durch. Gegen Ende des Zweiten Weltkrieges war sie als Stationsärztin am Städtischen Krankenhaus Königsberg tätig. Mit ihrer 15-jährigen Tochter Dorothea blieb sie in der Schlacht um Königsberg – wie Erna Fuehrer – freiwillig in der Stadt. Drei Jahre lang leitete sie in Maraunenhof ein Ambulatorium für die deutsche Bevölkerung.
Im April 1948 wurde sie über das Kriegsgefangenen-Entlassungslager Leipzig entlassen. Nachdem sie im Sommer 1948 in einer Konservenfabrik von Bockenem gearbeitet hatte, ließ sie sich im Dezember 1950 als Kassenärztin in Hannover nieder. Zuletzt lebte sie bei ihrer Tochter in Hamburg. Sie starb nach langer Krankheit im Alter von 78 Jahren. Beigesetzt wurde sie auf dem Friedhof Bergstedt.
Über die 28 Jahre in Westdeutschland war sie im Vorstand der Königsberger Diakonie.

## Ehrungen
- Verdienstkreuz des Deutschen Roten Kreuzes II. Klasse (1931)
- Bundesverdienstkreuz 1. Klasse (10. Mai 1954)[5]
- Paracelsus-Medaille (1955, als erste Frau)[3]